# Otra vez papá
Otra vez papá es una serie de televisión chilena producida por el área infantil de Mega entre 2009 y 2011. Cuenta con las actuaciones de Marcial Tagle, Sandra O'Ryan, María José Urzúa y Justin Page, entre otros.

## Sinopsis
Jerónimo Campino (Marcial Tagle), es un exitoso empresario de 45 años, vividor e independiente que debe enfrentar la abrupta llegada de sus cinco hijos, que son varones entre 10 y 18 años. Sus hijos son de dos matrimonios anteriores, quienes son Benjamín (Justin Page), el mayor, adicto al fútbol, pero pésimo en los estudios, Cristóbal (Fernando Segu), el más inteligente, le encanta la computación, aunque no es un "nerd", tendrá una relación con su vecina, lo que provocará conflictos con su hermano mayor. También está Martín (Felipe Álvarez) el hijo, rebelde y agresivo con sus hermanos, José Pedro, más conocido como "J.P." (Alonso Quintero), a quien le gusta grabar todo con su teléfono celular, y Emilio (Nicolás Guerra), el más pequeño e inocente de los hermanos, su voluntad hace que abusen de él, aunque no sabe guardar secretos.
También se suman las simpáticas vecinas, Mariana (Sandra O'Ryan) y su hija Camila (María José Urzúa), quienes en la vida real son madre e hija. Por un lado Mariana quiere un romance con Jerónimo, aunque le costará un poco, por su lado Camila, comenzará una relación con Cristóbal, pero a la vez con Benjamín.

## Temporadas
La primera temporada contiene 12 capítulos y se estrenó el viernes 10 de julio de 2009 en horario especial. Luego se emitió los domingos a las 11 de la mañana.
La segunda temporada, también de 12 capítulos, se estrenó el 10 de abril de 2010, inmediatamente después del primer capítulo de la novena temporada de BKN, a las 15:00, y su último capítulo fue emitido el 26 de junio, liderando siempre en su horario, excepto en los días del mundial de fútbol.
La tercera temporada se estrenó el 7 de mayo de 2011 al mediodía, mientras que la cuarta temporada lo hizo el 6 de agosto de 2011 en el mismo horario, a la semana siguiente del término de la temporada anterior.

## Elenco
- Marcial Tagle como Jerónimo Campino Bertolini (T1-T4)
- Sandra O'Ryan como Mariana Figueroa (T1-T4)
- Justin Page como Benjamín Campino (T1-T4)
- María José Urzúa como Camila Campbell (T1-T4)
- Felipe Álvarez como Martín Campino (T1-T2)
- Fernando Segú como Cristóbal Campino (T1-T4)
- Alonso Quinteros como José Pedro Campino (T1-T4)
- Nicolás Guerra como Emilio Campino (Temporadas 1-4).

## Invitados
- Maximiliano Maturana como Cristóbal Campino (Temporada 4).
- Íñigo Urrutia como Alejandro (Temporada 3).
- Paulina Hunt como Isabel "Nona" Bertolini (Temporada 3).
- Javiera Cavada como Nicole (Temporada 3).
- Tsiu Chiang como Marjorie (Temporadas 3-4).
- Marie Delannoy como Danielle (Temporada 2).
- Alberto Zeiss como Fito (Temporada 2).
- Claudia Lavanderos como Amalia (Temporada 2).
- Carolina Sotomayor como Violeta (Temporadas 1 y 2).
- Viviana Rodríguez como Magdalena (Temporada 4).
- Ignacio Sepúlveda como Agustín (Temporada 4).
- Ernesto Gutiérrez como Oficial.
- Juan "Chispa" Lacassie como Felipe "Pipe" Fuenzalida.
- Francisco Torres T. como Samuel (Samu) amigo de J.P (Temporada 4)
- Yamila Reyna como Mujer del supermercado.
- Romina Mena como Alondra.
- Violeta Vidaurre como Mamá de Alondra.
- Rennys Perero como Enmanuel Sirgo.